# Pisindelis

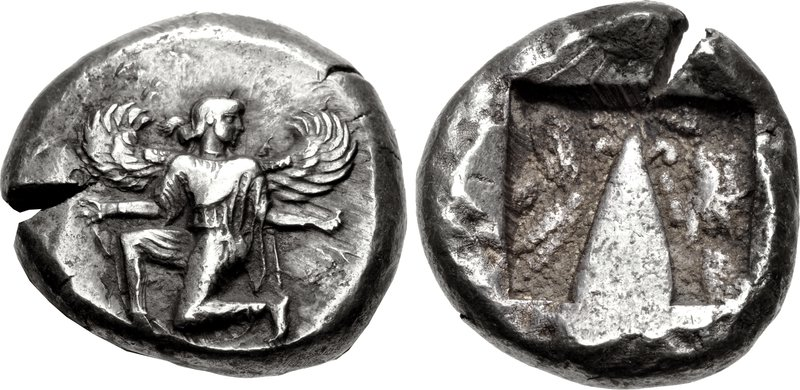

Pisindelis (en grec ancien : Πισίνδηλις) est un tyran de Carie.
Il gouverne de vers 460 à vers 450 av. J.-C. depuis sa capitale Halicarnasse, alors sous contrôle de l'empire achéménide.
Il est le fils d'Artémise Ire et fait partie de la dynastie Lygdamide (en). Son fils Lygdamis II (en) prendra sa succession.